# Crissey (Saône-et-Loire)
Crissey ist eine französische Gemeinde mit 2.473 Einwohnern (Stand: 1. Januar 2022) im Département Saône-et-Loire in der Region Bourgogne-Franche-Comté. Sie gehört zum Arrondissement Chalon-sur-Saône und zum Kanton Chalon-sur-Saône-1. Die Einwohner werden Crissotins und Crissotines genannt.
Die Gemeinde erhielt 2022 die Auszeichnung „Eine Blume“, die vom Conseil national des villes et villages fleuris (CNVVF) im Rahmen des jährlichen Wettbewerbs der blumengeschmückten Städte und Dörfer verliehen wird.

## Geographie
Crissey liegt am Fluss Saône, etwa fünf Kilometer nordwestlich von Chalon-sur-Saône entfernt.

### Nachbargemeinden
Umgeben wird Crissey von den Nachbargemeinden Virey-le-Grand im Norden, Sassenay im Osten, Châtenoy-en-Bresse im Südosten, Chalon-sur-Saône im Süden und Westen sowie Fragnes-La Loyère im Westen und Nordwesten.

## Bevölkerungsentwicklung
| Jahr      | 1962 | 1968 | 1975 | 1982 | 1990 | 1999 | 2006 | 2012 | 2020 |
| Einwohner | 758  | 910  | 1068 | 1283 | 1514 | 1840 | 2254 | 2491 | 2460 |

## Sehenswürdigkeiten
- Kirche Saint-Symphorien
- Waschhäuser

|  |  |

## Gemeindepartnerschaft
Mit der deutschen Gemeinde Fürfeld in Rheinland-Pfalz besteht seit 2002 eine Partnerschaft.